# Deerfield (Michigan)
Deerfield is een plaats (village) in de Amerikaanse staat Michigan, en valt bestuurlijk gezien onder Lenawee County.

## Demografie
Bij de volkstelling in 2000 werd het aantal inwoners vastgesteld op 1005.
In 2006 is het aantal inwoners door het United States Census Bureau geschat op 960, een daling van 45 (-4,5%).

## Geografie
Volgens het United States Census Bureau beslaat de plaats een oppervlakte van
2,4 km², geheel bestaande uit land. Deerfield ligt op ongeveer 213 m boven zeeniveau.

## Geboren
- Danny Thomas (1912-1991), acteur, komiek

## Plaatsen in de nabije omgeving
De onderstaande figuur toont nabijgelegen plaatsen in een straal van 20 km rond Deerfield.